# Medicinska fakulteten vid Linköpings universitet
Medicinska fakulteten vid Linköpings universitet  bedriver forskning och undervisning i medicin- och vårdrelaterade ämnesområden. Sedan 2007 har fakulteten tre institutioner. 
Det finns cirka 3 300 studenter och 700 anställda. Fakulteten finns i ett eget campusområde vid Universitetssjukhuset, Campus US.
Historiskt härrör fakulteten från den medicinska fakulteten vid dåvarande Linköpings högskola, som grundades 1970. Sedan detta år har också läkarutbildning bedrivits vid fakulteten, även om man fram till 1986 endast gav den kliniska delen av läkarutbildningen i Linköping.
Fram till 2015 hette Medicinska fakulteten vid Linköpings universitet Hälsouniversitetet.